# Georg Kaibel
Georg Kaibel (født 30. oktober 1849 i Lübeck, død 12. oktober 1901 i Göttingen) var en tysk filolog.
Kaibel blev professor i Breslau (1879), Rostock (1881), Greifswald (1883), Strassburg (1886) og Göttingen (1897). Han var en af sin tids fornemste kendere af græsk litteratur og græsk kulturliv; ved omfattende samlingsværker og dybgående specialundersøgelser indenfor sin videnskabs forskellige grene indlagde han sig betydelige fortjenester om den klassiske filologi.
Kaibels hovedværk er "Epigrammata Graeca ex lapidibus conlecta" (1878), en grundlæggende samling af metriske indskrifter, "Inscriptiones Graecae Siciliae et Italiae" (1890; del XIV af Berlinakademiets græske indskriftsværk), "Stil und Text der Άϑηναίων πολιτεία des Aristoteles" (1893), "Comicorum græcorum fragmenta" (1899). Han udgav kritiske oplag af Athenaios, Sofokles og andre antikke forfattere. Fra 1882 var han den ene redaktør af "Hermes", Tysklands fornemste tidsskrift for klassisk filologi.